# Herrarnas parhoppning i höga hopp i simhopp vid olympiska sommarspelen 2012
Herrarnas synkroniserade höga hopp vid olympiska sommarspelen 2012 avgjordes den 30 juli i Aquatics Centre.

## Medaljörer
| Event                    | Guld                        | Silver                            | Brons                             |
| Synkroniserade höga hopp | Cao Yuan Zhang Yanquan Kina | Iván García Germán Sánchez Mexiko | David Boudia Nicholas McCrory USA |

## Resultat
| Placering | Nation                                          | Simhoppare | Simhoppare | Simhoppare | Simhoppare | Simhoppare | Simhoppare | Totalt |
| Placering | Nation                                          | 1          | 2          | 3          | 4          | 5          | 6          | Totalt |
| --------- | ----------------------------------------------- | ---------- | ---------- | ---------- | ---------- | ---------- | ---------- | ------ |
| 1         | Kina Cao Yuan Zhang Yanquan                     | 56.40      | 55.80      | 89.28      | 93.06      | 92.88      | 99.36      | 486.78 |
| 2         | Mexiko Iván García Germán Sánchez               | 51.60      | 50.40      | 87.69      | 95.94      | 92.07      | 91.20      | 468.90 |
| 3         | USA David Boudia Nicholas McCrory               | 54.60      | 54.00      | 82.56      | 92.13      | 85.14      | 95.04      | 463.47 |
| 4         | Storbritannien Tom Daley Peter Waterfield       | 56.40      | 56.40      | 91.08      | 71.28      | 87.69      | 91.80      | 454.65 |
| 5         | Kuba Jeinkler Aguirre José Guerra               | 54.00      | 51.60      | 81.60      | 80.64      | 89.10      | 93.96      | 450.90 |
| 6         | Ryssland Ilja Zacharov Victor Minibaev          | 52.20      | 52.80      | 84.48      | 84.15      | 88.56      | 87.69      | 449.88 |
| 7         | Tyskland Patrick Hausding Sascha Klein          | 52.80      | 54.00      | 84.48      | 78.84      | 84.15      | 91.80      | 446.07 |
| 8         | Ukraina Oleksandr Gorshkovozov Oleksandr Bondar | 52.20      | 51.00      | 83.16      | 75.60      | 82.56      | 88.80      | 433.32 |